# Efecte halo
L'efecte halo és un dels biaixos cognitius més clàssics de la psicologia, i que es poden observar ben sovint en la vida quotidiana. Consisteix en la realització d'una generalització errònia a partir d'una sola característica o qualitat d'un objecte o d'una persona, és a dir, realitzar un judici previ a partir del qual generalitzar la resta de característiques.

## Història de l'efecte halo
El psicòleg Edward Thorndike fou el primer a encunyar el terme en un document del 1920 titulat "L'error constant en valoracions psicològiques". En l'experiment descrit en el document, Thorndike va demanar oficials al comandament de les forces armades per avaluar una varietat de qualitats en els seus soldats subordinats. Aquestes característiques inclouen coses com ara el lideratge, l'aparença física, la intel·ligència, la lleialtat i la fiabilitat. L'objectiu de Thorndike va ser determinar com les qualificacions d'una qualitat van influir sobre avaluacions d'altres característiques, trobant que els alts graus d'una qualitat particular estaven correlacionats amb altes qualificacions d'altres característiques, i viceversa.

## Efecte halo en l'àmbit social
L'efecte halo es manifesta de continu en la nostra vida. Per exemple, si algú és molt guapo o atractiu, li atribuïm una altra sèrie de característiques positives sense haver comprovat si les té o no, com que és una persona intel·ligent, seductora, agradable, etcètera. O si algú ens pareix lleig, podem pensar que serà una persona avorrida, o poc amigable. A més, sol passar també quan sabem a què es dedica una persona en el seu treball, categoritzant-ho segons sia metge, fuster o recepcionista.

## Efecte halo en l'àmbit acadèmic
Determinats actes com la correcció de treballs i exàmens són moments en què l'efecte halo pot intoxicar les valoracions en l'àmbit acadèmic. En l'aula, els professors estan subjectes a aquest error de qualificació en l'avaluació dels seus estudiants. Per exemple, un mestre que veu que un estudiant té un bon comportament podria tendir a assumir que aquest estudiant també és brillant, diligent i compromès, abans que objectivament avaluï la capacitat de l'estudiant en aquestes àrees.

## Efecte halo en l'àmbit laboral
En el lloc de treball, l'àmbit on és més probable que aparegui aquest efecte és en l'avaluació del rendiment del treballador, com en l'avaluació de l'acompliment. Quan un supervisor avalua l'acompliment d'un subordinat, pot donar protagonisme a una sola característica de l'empleat, com ara l'entusiasme, i permetre que tota l'avaluació sigui influïda per aquest tret. Tot i que l'empleat pot no tindre el coneixement o la capacitat per a realitzar el treball amb èxit, si mostra entusiasme o qualsevol actitud positiva, el supervisor pot donar-li una qualificació de rendiment més alta que si es fixés en la resta de variables, justificant-se pel grau de coneixement o habilitat.
Els venedors s'aprofiten de l'efecte halo per a vendre productes i serveis. Quan un portaveu d'una celebritat protegeix un article en particular, les nostres avaluacions positives d'aquesta persona poden propagar-se a la nostra percepció del producte en si. Els sol·licitants d'ocupació són també propensos a sentir l'impacte d'aquest efecte. Si un possible ocupador considera el sol·licitant com a atractiu o agradable, és més probable que també qualifiqui l'individu com a intel·ligent, competent i qualificat.
Exemples de l'efecte halo en el lloc de treball:
- Avaluacions: una àrea en la qual l'efecte halo és freqüent és en les revisions d'exercici anuals. Alguns directius adopten un enfocament relaxat de les revisions i assumeixen que si un treballador és competent en alguns elements de l'avaluació, llavors és competent en tots. Això també pot funcionar al revés. Un empleat vist com a ineficaç en un o dos aspectes del seu treball pot tindre el segell general d'incompetent.
- Promocions: en una organització, un venedor professional pot ser competent quant a portar nous comptes i generar ingressos, per la qual cosa és promogut al càrrec de vicepresident de vendes sense realment saber res sobre com ser un executiu de la companyia.
- Tasques laborals: la gent construeix en el lloc de treball una reputació de ser competent en quelcom, quan la seua àrea de competència real és molt diferent. Per exemple, si un dels comptadors de l'equip comptable es familiaritza amb el programari de comptabilitat, d'altres li demanen ajuda quan el programari dona problemes. Llavors, entre la resta de companys, es dona la suposició que ell sap molt sobre el programari de la companyia, i aconsegueix l'efecte halo que l'etiqueta com a expert en reparació de maquinari.
- Concepte erroni departamental: els empleats incompetents en un departament poden, per mitjà de l'efecte halo, deteriorar la reputació de la resta del grup. Per exemple, si el grup de nòmina en el departament de comptabilitat consistentment comet errors en els xecs dels empleats, l'efecte halo permetria que la resta dels membres de la companyia assumira que ningú en el departament de comptabilitat pot fer el seu treball correctament.

## Efecte halo en l'àmbit polític
En la política també es fa ús de l'efecte halo: si un líder resulta atractiu, molta gent tendirà a pensar que la seua política també ho és, atribuint-li major valor. Precisament perquè aquest col·lectiu coneix i fa ús de l'efecte halo, en campanya electoral tots els candidats s'afanyen a parèixer més pròxims, divertits i amigables davant la societat.

## Efecte halo en l'àmbit comercial
Hi ha companyies que focalitzen la seua campanya en un producte o marca concreta amb alt valor afegit, esperant que, gràcies a l'efecte halo, la resta dels seus productes tendiran a ser associats amb aqueixos mateixos valors.
L'efecte halo s'ha convertit en un model comercial, per la qual cosa és molt conegut en el món dels negocis. Els especialistes en màrqueting utilitzen associacions a marques o noms coneguts per a millorar l'aparença del seu producte. Per exemple, associar el nom d'un dissenyador popular a un perfum eleva altament el seu preu de mercat, igual que si un personatge famós l'anuncia.
Les estrelles de cinema també saben explotar l'efecte halo a la perfecció; com sovint són atractius i simpàtics, hom assumeix de manera natural que són intel·ligents, sensats, generosos, bones persones, etcètera.

## Aspectes positius i negatius
Daniel Kahneman diu que els halos poden ser tant positius com negatius. Un exemple del positiu es dona si pensem en un llançador de beisbol: si aquest és guapo i atlètic, és probable que el qualifiquen millor quant a les seves capacitats esportives.
L'efecte halo negatiu es coneix en psicologia com a devil effect, i és el fenomen d'atribuir característiques negatives a les persones per la seua imatge negativa o a les marques per algun dels seus productes. Fent referència a l'exemple anterior, si pensem que un jugador és lleig, probablement tendirem a subestimar la seua capacitat atlètica.

## Els experiments de Nisbett i Willson
En aquest experiment, els participants, estudiants universitaris, havien d'avaluar un instructor de psicologia que veurien en una entrevista gravada en vídeo. L'instructor seria avaluat en diverses dimensions diferents. Els estudiants van ser dividits en dos grups i a cada un se li va mostrar una de les dues entrevistes del mateix instructor, un belga de parla francesa que parlava anglès amb un accent prou fort.
En un dels vídeos, l'instructor es va presentar com una persona agradable, respectuosa quant a la intel·ligència i objectius dels seus alumnes, flexible en el seu enfocament de l'ensenyança i entusiasta sobre la seua matèria. En l'altra entrevista, es va presentar d'una manera totalment diferent, és a dir, d'una manera antipàtica, freda i desconfiada amb els estudiants, amb un alt grau de rigidesa en el seu estil d'ensenyança.
Després de veure els vídeos, se'ls va demanar als subjectes que qualificaren el professor pel seu aspecte físic, gestos i accent. Cal assenyalar que els gestos i l'accent es van mantinir iguals en ambdós vídeos. Després, se'ls va preguntar quant creien que els agradava el professor. Els subjectes el qualificarien amb una escala de 8 punts, que anava des de "m'agrada moltíssim" fins a "no m'agrada gens". També se'ls va dir als subjectes que els investigadors estaven interessats a saber en quina mesura va influir com els agradava el professor en les qualificacions que van posar, mentre que a altres subjectes se'ls va demanar que identificaren en quina mesura les característiques que acabaven de qualificar havien influït en el seu gust pel professor.
Sorprenentment, després de respondre el qüestionari, els enquestats estaven confosos sobre les seues reaccions davant dels vídeos i les preguntes del qüestionari, tanmateix els subjectes estaven convençuts que havien donat la seua opinió sobre l'aparença física, gestos i accent del professor sense tindre en compte com era d'agradable.
Dels resultats, es va desprendre que els subjectes no eren conscients per a res de la influència de l'efecte halo i la naturalesa de la influència de l'avaluació global sobre les seues qualificacions. Els resultats també indicaren que les avaluacions globals alteren les avaluacions dels atributs sobre els quals l'individu té informació plenament suficient per a realitzar una avaluació independent.

## Exemple real
A manera d'exemple, quan l'empresa Rebombori Systems va créixer ràpidament a finals del 1990, va ser àmpliament elogiada pels periodistes i investigadors per a la seua brillant estratègia, gestió magistral d'adquisicions i excel·lent atenció al client. Quan la bombolla tecnològica va esclatar, molts dels mateixos observadors es van afanyar a fer les atribucions oposades: Rebombori ara tenia una estratègia fallida, una gestió de l'adquisició irregular i relacions amb els clients pobres. En un examen més detallat, Rebombori realment no havia canviat massa, simplement un descens en el seu rendiment va portar la gent a veure l'empresa de manera diferent segons l'efecte halo. De fet, Rebombori va organitzar un canvi notable i hui en dia continua sent una de les empreses líders en tecnologia.

## Errors de judici
Aquesta és la forma més clara i popular de descriure l'efecte halo. A vegades, també es denomina tret de centralitat i és descrit pel psicòleg nord-americà d'origen polonès Solomon E. Asch (1902-1996) com "una tendència de certs trets de la personalitat que té un efecte aclaparador en formació d'impressions, fins i tot pot influir en la interpretació d'un altre els trets associats amb la persona que està sent jutjada".

## Quins mecanismes psicològics s'amaguen darrere de l'efecte halo?
Aquest biaix és una distorsió cognitiva que afecta el mode en el qual percebem la realitat, però els mecanismes psicològics que donen origen a esta forma de valorar el món encara són objecte de discussió.
Thorndike, psicòleg i pedagog nord-americà, creia que l'efecte halo era molt més que una simple presumpció o interpretació dels significats de les qualitats aïllades; considerava que el seu origen radicava en la nostra incapacitat per a resistir la influència afectiva d'una avaluació global sobre una avaluació de qualitats específiques. En altres paraules, no som prou hàbils com per a separar un atribut aïllat que té un fort impacte emocional de la nostra visió global de la persona o el fet en qüestió.
Els psicòlegs socials Nisbett i Willson consideraven que l'origen de l'efecte halo no es trobava tant en l'impacte emocional de la qualitat aïllada com en la falta de consciència de les persones per a separar una qualitat individual d'una valoració global.
D'altra banda, Solomon Asch pensava que l'efecte halo era conseqüència d'una dissonància cognitiva. Si la primera impressió que ens formem d'una persona és positiva, llavors mostrarem una tendència a avaluar-la positivament de manera global, a fi de no trencar la congruència entre emocions, comportaments i creences. Així, l'efecte halo estaria vinculat amb l'efecte de la primacia, segons el qual els primers atributs que es coneixen de la persona seran decisius per a la nostra valoració integral d'aquesta.
Així, l'efecte halo seria una tendència a la simplificació a partir d'una qualitat aïllada a fi de mantenir una certa congruència en la nostra visió del món i de les relacions interpersonals, quan no tenim dades suficients com per a desenvolupar un juí profund i complex sobre algunes persones o fenòmens de la nostra realitat.